# Ferdinand II. Tyrolský
Ferdinand II., zvaný Tyrolský, (14. června 1529, Linec – 24. ledna 1595, Innsbruck) byl rakouský arcivévoda, místodržitel v českých zemích (1547–1567), tyrolský hrabě (od r. 1567) z rodu Habsburků, syn římskoněmeckého císaře, českého a uherského krále Ferdinanda I. a Anny Jagellonské.

## Život

### Dětství a počátek politické kariéry
Druhorozený syn Ferdinanda I. byl v dětství vychováván spolu se svým starším bratrem Maxmiliánem. V letech 1533–1543 pobýval s většinou své rodiny v Innsbrucku, a to z důvodu ohrožení Vídně Osmanskou říší. Poté se rodina přesunula do Prahy, kde Ferdinand dostal vlastní dvůr. První politické a vojenské zkušenosti získal na vojenských taženích svého strýce, císaře Karla V.: nejprve ve válce proti Francii (1543) a poté v bitvě šmalkaldské války u Mühlberka (1547).

### Královský místodržící v Čechách (1547–1567)

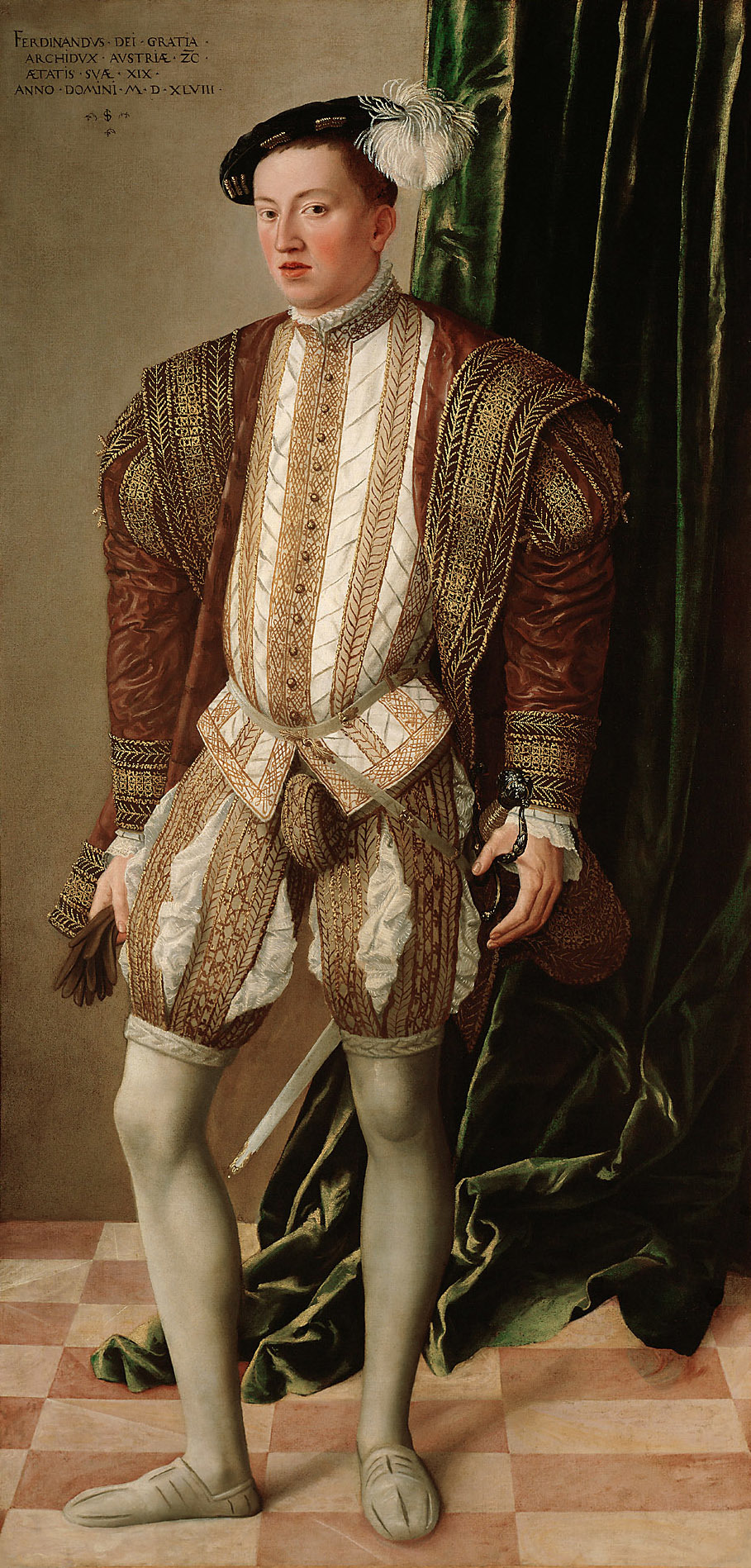
Devatenáctiletý Ferdinand na obrazu Jakoba Seiseneggera (1548)

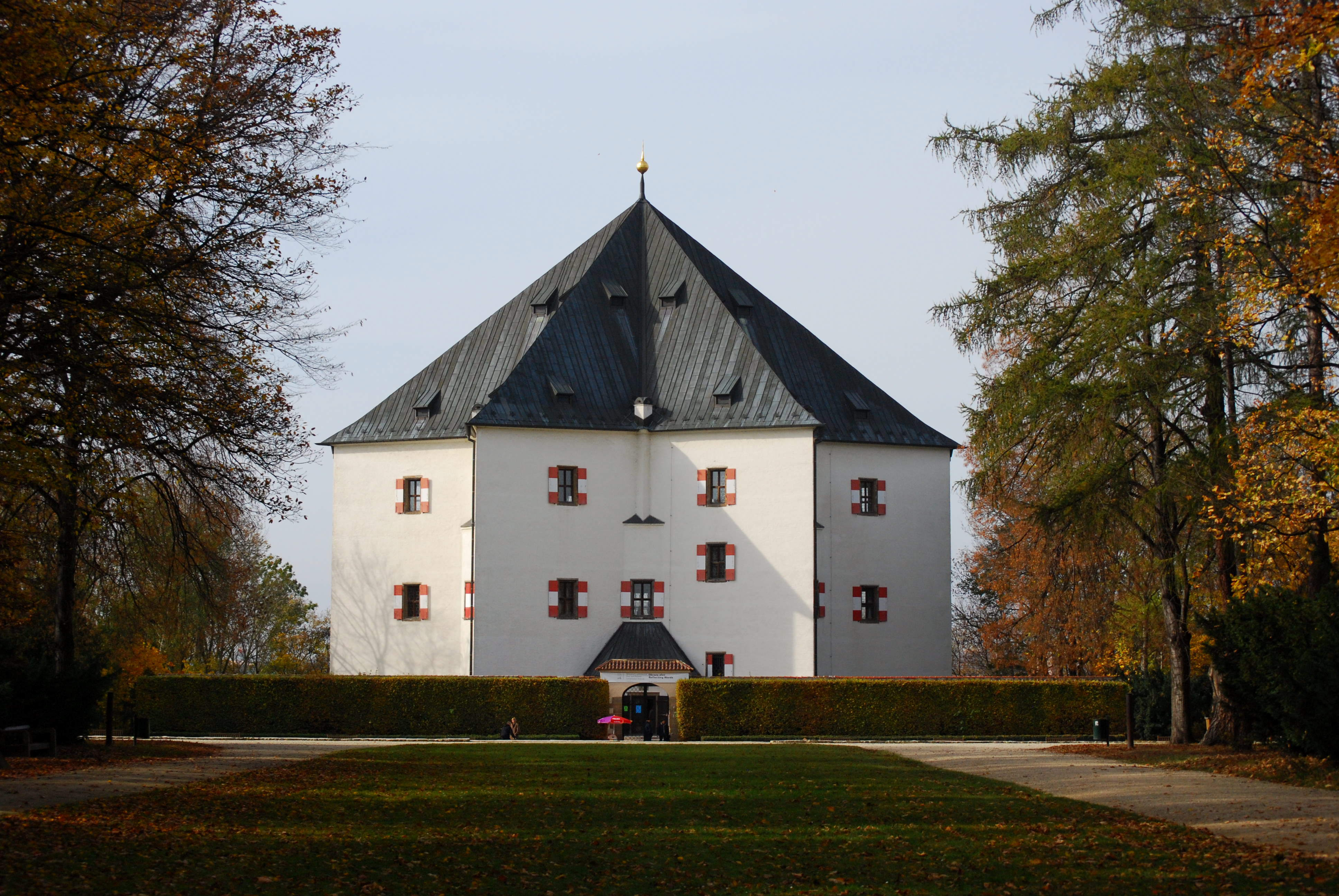
Letohrádek Hvězda v Praze navržený arcivévodou Ferdinandem

Téhož roku se podílel na potlačení stavovského povstání v Čechách a poté mu otec svěřil místodržitelství v českých zemích. Králův syn se projevil jako schopný a oddaný správce úřadu, který se mu stal odrazovým můstkem k jeho politické kariéře. V Praze budoval nákladně svoji rezidenci, zakládal dvorní stavby, okrasné zahrady a obory. Podle jeho vlastního návrhu byl vystavěn letohrádek Hvězda, pro který shromažďoval umělecké a historické sbírky, které později přenesl do Tyrolska. S jeho pobytem v Praze je spojen rozkvět renesanční kultury a humanismu v českých zemích.
Dosti nekompromisně a krutě vystupoval proti nekatolíkům. Po mučení nechal na hradě Křivoklátě na 13 let (1548–1561) uvěznit českobratrského biskupa Jana Augustu. Poté jej na přímluvu své ženy Filipíny Welserové a Ladislava ze Šternberka nechal převézt do Prahy a tam jej věznil až do roku 1565.
V roce 1556 vytáhl jako vrchní velitel do Uher bojovat proti Turkům. Koncem roku však již byl zpět v Praze.
Po otcově smrti v roce 1564 Ferdinandovi připadla vláda v Tyrolsku a na území Předních Rakous. Na přání nové hlavy habsburské monarchie, bratra Maxmiliána II., ještě dva roky vykonával v Čechách svůj místodržitelský úřad a ještě jednou společně s bratrem podnikl tažení do Uher (1566).

### Vláda v Tyrolsku (1567–1595)
V lednu 1567 uspořádal slavnostní vjezd do svého zděděného hrabství, následovaný přísahou věrnosti zemských stavů v Innsbrucku, Ehingenu, Freiburgu, Kostnici a v dalších městech. Jeho novým sídelním městem se stal Innsbruck. Pro svoji ženu Filipínu upravoval nedaleko ležící zámek Ambras, kde soustředil i své bohaté umělecké sbírky.
Jeho tyrolskou politiku charakterizovaly dobré vztahy s okolními zeměmi, ale zároveň i tvrdý postup proti nekatolíkům. Maximálně se snažil o uplatňování zásad protireformace, nedávno přijatých na tridentském koncilu. Nekompromisně postupoval zejména proti novokřtěncům, z nichž mnohé nechal popravit. Podporoval jezuitský řád, který do Innsbrucku povolal jeho otec. Podpořil založení jezuitské koleje a gymnázia a kapucínského kláštera v Innsbrucku. V roce 1586 vyhlásil první tyrolský školní řád. Roku 1573 obnovil a tiskem vydal zemský a policejní řád, který platil až do 18. století.
Ferdinand se rovněž snažil, aby se Innsbruck stal sídlem biskupa. Toto úsilí se však nezdařilo. Zároveň se pokoušel o těsnější spojení Tyrolského hrabství s církevními knížectvími Brixen a Trident.
Kromě správy vlastních zemí se zajímal i o zahraniční politiku. V letech 1575 a 1587 neúspěšně kandidoval při volbě polského krále. Měl být opět jmenován vrchním velitelem tažení proti Turkům v zimě 1593/94. Ačkoliv měl o to značný zájem, po delším zvažování nakonec odmítl.
Zemřel roku 1595 ve věku 65 let a byl pochován v Innsbrucku.

## Sbírky umění
V soukromém životě byl Ferdinand Tyrolský známý svým zájmem o umění a sběratelskou činností. V době renesance bylo běžné, že panovníci, šlechta a vzdělanci vytvářeli umělecké sbírky. Sběratelské vášni se věnovali i oba Ferdinandovi bratři, Maxmilián a Karel. Ferdinandova sbírka však dosáhla největší proslulosti a společně se sbírkami jeho synovce, císaře Rudolfa II., představovala vrchol habsburského sběratelství. Ferdinandova sbírka se od čistě esteticky zaměřené sbírky Rudolfa II. lišila především svojí systematičností.
Ferdinand byl vychován humanisty (např. Ursinus Velius, Georgius Collimitius) a projevoval intenzivní zájem o dějiny, což se odráželo i ve vybavení jeho rezidencí. Rád se rovněž zúčastňoval turnajů a obdivoval zbraně. Již během svého pobytu v Praze a na Křivoklátě se věnoval sbírání zbrojí, čímž položil základ jedné z nejvýznamnějších sbírek zbraní na světě. Po roce 1564, kdy zdědil vládu v Tyrolsku, nechal postupně sbírky převézt na zámek Ambras, který nechal přestavět.
Zároveň se věnoval sbírání portrétů, uměleckořemeslných předmětů a přírodnín, zvláště kuriozit, mezi nimiž je možné najít portrét rytíře s hlavou proťatou dřevcem i nelichotivý obraz Jana Žižky. Sbírku portrétů sestavoval systematicky tak, že pověřoval umělce a nákupčí, aby na evropských dvorech pořizovali kopie obrazů. Sbírka obsahovala mj. asi tisíc malých obrázků, které většinou nebyly nikdy vystaveny, ale uchovávány v truhlách.
Po Ferdinandově smrti zdědil zámek i sbírky jeho syn Karel, který je v roce 1606 prodal císaři Rudolfu II. Ten je ponechal na zámku Ambras, kde zůstaly do 18. století nedotčeny. Tehdy byly habsburské sbírky centralizovány a z velké části odvezeny do Vídně. Část sbírek se během posledních desetiletí vrátila na Ambras.

## Rodinné poměry
Ferdinand Tyrolský byl dvakrát ženatý. Poprvé se v roce 1557 během svého působení v Čechách tajně oženil s měšťanskou dcerou Filipínou Welserovou (* 1527 – † 24. 4. 1580). Šlo o nerovný (morganatický) sňatek, který byl uzavřen na zámku Březnice, kde Filipína bydlela u své tety Kateřiny z Lokšan. Protože byl sňatek tajen před veřejností i císařskou rodinou a Filipína byla považována za neprovdanou ženu, byly děti vzešlé z tohoto manželství „adoptovány“ jako nalezenci. Císař Ferdinand I. se o sňatku dozvěděl v roce 1559. Nerovný sňatek vylučoval Ferdinandovy potomky z případného nástupnictví. Kromě toho byl i jednou z příčin Ferdinandova prvního neúspěchu při kandidatuře na polský královský trůn. I poté, co se císař dozvěděl o sňatku svého syna, muselo být toto manželství i nadále před veřejností tajeno až do roku 1576, kdy jeho právoplatnost uznala papežská kurie. Roku 1580 však Filipína zemřela.
Z tohoto manželství se narodily 4 děti, dospělosti se dožili dva chlapci:
- Ondřej (15. června 1558 – 12. listopadu 1600), rakouský arcivévoda, kardinál, biskup v Kostnici a Brixenu
- Karel (22. listopadu 1560 – 31. října 1618), markrabě z Burgau, hrabě nellenburský a hohenberský, ⚭ 1601 Sibylla z Jülichu-Kleve-Bergu (1557–1628)
- Marie (7. srpna 1562 – 25. ledna 1563), rakouská arcivévodkyně
- Filip (7. srpna 1562 – 9. ledna 1563), rakouský arcivévoda

Dne 9. května 1582, dva roky po smrti Filipíny Welserové, se arcivévoda Ferdinand oženil se svou neteří Annou Kateřinou (17. ledna 1566 – 3. srpna 1621) z mantovského rodu Gonzaga (její matkou byla Ferdinandova sestra Eleonora). Z tohoto manželství se narodily tři dcery:
- Anna Eleonora (26. června 1583 – 15. ledna 1584)
- Marie (16. června 1584 – 2. března 1649), jeptiška
- Anna (4. října 1585 – 14. prosince 1618), ⚭ 1611 Matyáš Habsburský (24. února 1557 – 20. března 1619), císař Svaté říše římské, český, uherský a chorvatský král, moravský markrabě a rakouský arcivévoda

## Vývod z předků
|                        |                            |  |                       |                          |  |  |  |  |  |  |  | Fridrich III. Habsburský |
|                        |                            |  |                       |                          |  |  |  |  |  |  |  |                          |
|                        | Maxmilián I. Habsburský    |  |                       |                          |  |  |  |  |  |  |  |                          |
|                        |                            |  |                       |                          |  |  |  |  |  |  |  |                          |
|                        |                            |  |                       | Eleonora Portugalská     |  |  |  |  |  |  |  |                          |
|                        |                            |  |                       |                          |  |  |  |  |  |  |  |                          |
|                        | Filip I. Sličný            |  |                       |                          |  |  |  |  |  |  |  |                          |
|                        |                            |  |                       |                          |  |  |  |  |  |  |  |                          |
|                        |                            |  |                       | Karel Smělý              |  |  |  |  |  |  |  |                          |
|                        |                            |  |                       |                          |  |  |  |  |  |  |  |                          |
|                        | Marie Burgundská           |  |                       |                          |  |  |  |  |  |  |  |                          |
|                        |                            |  |                       |                          |  |  |  |  |  |  |  |                          |
|                        |                            |  |                       | Isabela Bourbonská       |  |  |  |  |  |  |  |                          |
|                        |                            |  |                       |                          |  |  |  |  |  |  |  |                          |
|                        | Ferdinand I. Habsburský    |  |                       |                          |  |  |  |  |  |  |  |                          |
|                        |                            |  |                       |                          |  |  |  |  |  |  |  |                          |
|                        |                            |  |                       | Jan II. Aragonský        |  |  |  |  |  |  |  |                          |
|                        |                            |  |                       |                          |  |  |  |  |  |  |  |                          |
|                        | Ferdinand II. Aragonský    |  |                       |                          |  |  |  |  |  |  |  |                          |
|                        |                            |  |                       |                          |  |  |  |  |  |  |  |                          |
|                        |                            |  |                       | Jana Enríquez de Córdoba |  |  |  |  |  |  |  |                          |
|                        |                            |  |                       |                          |  |  |  |  |  |  |  |                          |
|                        | Jana I. Kastilská          |  |                       |                          |  |  |  |  |  |  |  |                          |
|                        |                            |  |                       |                          |  |  |  |  |  |  |  |                          |
|                        |                            |  |                       | Jan II. Kastilský        |  |  |  |  |  |  |  |                          |
|                        |                            |  |                       |                          |  |  |  |  |  |  |  |                          |
|                        | Isabela Kastilská          |  |                       |                          |  |  |  |  |  |  |  |                          |
|                        |                            |  |                       |                          |  |  |  |  |  |  |  |                          |
|                        |                            |  |                       | Isabela Portugalská      |  |  |  |  |  |  |  |                          |
|                        |                            |  |                       |                          |  |  |  |  |  |  |  |                          |
| Ferdinand II. Tyrolský |                            |  |                       |                          |  |  |  |  |  |  |  |                          |
|                        |                            |  |                       |                          |  |  |  |  |  |  |  |                          |
|                        |                            |  | Vladislav II. Jagello |                          |  |  |  |  |  |  |  |                          |
|                        |                            |  |                       |                          |  |  |  |  |  |  |  |                          |
|                        | Kazimír IV. Jagellonský    |  |                       |                          |  |  |  |  |  |  |  |                          |
|                        |                            |  |                       |                          |  |  |  |  |  |  |  |                          |
|                        |                            |  |                       | Sofie Litevská           |  |  |  |  |  |  |  |                          |
|                        |                            |  |                       |                          |  |  |  |  |  |  |  |                          |
|                        | Vladislav II. Jagellonský  |  |                       |                          |  |  |  |  |  |  |  |                          |
|                        |                            |  |                       |                          |  |  |  |  |  |  |  |                          |
|                        |                            |  |                       | Albrecht II. Habsburský  |  |  |  |  |  |  |  |                          |
|                        |                            |  |                       |                          |  |  |  |  |  |  |  |                          |
|                        | Alžběta Habsburská         |  |                       |                          |  |  |  |  |  |  |  |                          |
|                        |                            |  |                       |                          |  |  |  |  |  |  |  |                          |
|                        |                            |  |                       | Alžběta Lucemburská      |  |  |  |  |  |  |  |                          |
|                        |                            |  |                       |                          |  |  |  |  |  |  |  |                          |
|                        | Anna Jagellonská           |  |                       |                          |  |  |  |  |  |  |  |                          |
|                        |                            |  |                       |                          |  |  |  |  |  |  |  |                          |
|                        |                            |  |                       | Jan I. z Foix            |  |  |  |  |  |  |  |                          |
|                        |                            |  |                       |                          |  |  |  |  |  |  |  |                          |
|                        | Gaston II. de Foix-Candale |  |                       |                          |  |  |  |  |  |  |  |                          |
|                        |                            |  |                       |                          |  |  |  |  |  |  |  |                          |
|                        |                            |  |                       | Margaret de la Pole      |  |  |  |  |  |  |  |                          |
|                        |                            |  |                       |                          |  |  |  |  |  |  |  |                          |
|                        | Anna z Foix a Candale      |  |                       |                          |  |  |  |  |  |  |  |                          |
|                        |                            |  |                       |                          |  |  |  |  |  |  |  |                          |
|                        |                            |  |                       | Gaston IV. z Foix        |  |  |  |  |  |  |  |                          |
|                        |                            |  |                       |                          |  |  |  |  |  |  |  |                          |
|                        | Kateřina z Foix-Candale    |  |                       |                          |  |  |  |  |  |  |  |                          |
|                        |                            |  |                       |                          |  |  |  |  |  |  |  |                          |
|                        |                            |  |                       | Eleonora Navarrská       |  |  |  |  |  |  |  |                          |
|                        |                            |  |                       |                          |  |  |  |  |  |  |  |                          |